# Challenger de Seúl 2023
El torneo Seoul Open Challenger 2023 fue un torneo de tenis perteneció al ATP Challenger Tour 2023 en la categoría Challenger 125. Se trató de la 7ª edición; el torneo tuvo lugar en la ciudad de Seúl (Corea del Sur), desde el 24 hasta el 30 de abril de 2023 sobre pista dura al aire libre.

## Jugadores participantes del cuadro de individuales
| Favorito | País                      | Jugador             | Rank1 | Posición en el torneo |
| -------- | ------------------------- | ------------------- | ----- | --------------------- |
| 1        | Bandera de Australia      | Max Purcell         | 88    | Segunda ronda         |
| 2        | Bandera de Estados Unidos | Christopher Eubanks | 90    | Cuartos de final      |
| 3        | Bandera de Australia      | Jordan Thompson     | 91    | Segunda ronda         |
| 4        | Bandera de Australia      | James Duckworth     | 113   | Segunda ronda         |
| 5        | Bandera de Ecuador        | Emilio Gómez        | 120   | Segunda ronda         |
| 6        | Bandera de Australia      | Rinky Hijikata      | 138   | Cuartos de final      |
| 7        | Bandera de Australia      | Aleksandar Vukic    | 140   | FINAL                 |
| 8        | Bandera de Estados Unidos | Denis Kudla         | 145   | Cuartos de final      |

- 1 Se ha tomado en cuenta el ranking del 17 de abril de 2023.

### Otros participantes
Los siguientes jugadores recibieron una invitación (wild card), por lo tanto ingresan directamente al cuadro principal (WC):
- Chung Hyeon
- Chung Yun-seong
- Lee Jea-moon

Los siguientes jugadores ingresan al cuadro principal tras disputar el cuadro clasificatorio (Q):
- Peter Gojowczyk
- Tatsuma Ito
- Lee Duck-hee
- Nam Ji-sung
- Mukund Sasikumar
- Yasutaka Uchiyama

## Campeones

### Individual Masculino
- Yunchaokete Bu derrotó en la final a  Aleksandar Vukic, 7–6(4), 6–4

### Dobles Masculino
- Max Purcell /  Yasutaka Uchiyama derrotaron en la final a  Yun-seong Chung /  Yuta Shimizu, 6–1, 6–4